# Nair Westphalen
Nair Cravo Westphalen (Curitiba, 24 de novembro de 1908 - 13 de janeiro de 1988) foi uma professora, escritora, poetisa e médium brasileira.

## Carreira como educadora
Nair Cravo concluiu a Escola Normal em Itapetininga. De volta a Curitiba, passou a atuar como professora, exercendo cargos junto à Secretaria Geral de Ensino e ao Departamento do Arquivo Público, finalmente se aposentando como diretora da Divisão Administrativa.

## Carreira como escritora
Aos 18 anos, morando em Curitiba, Nair Cravo começou a publicar crônicas e poesias nos jornais e nas revistas da cidade. Em 1953, Nair publicou o livro de poesias "Folhas ao Vento". No mesmo ano, participou da coletânea "Um século de poesia: poetisas do Paraná", do Centro Paranaense Feminino de Cultura (CPFC). Em 1966, novamente pelo CPFC, foi publicado o livro infantil "Cantando os Pinheirais". Em 1975, pela editora O Formigueiro, Nair tem publicado o livro de não ficção "Sem que Eu Soubesse", enquanto 10 anos mais tarde, em 1985, participa da coletânea "Sesquicentenário da poesia paranaense", organizada por Pompília Lopes dos Santos e publicada pela Editora Lítero-Técnica.
Nair Cravo era membro da Academia Feminina de Letras do Paraná, ocupando a cadeira nº 13. Outras organizações de que Nair fazia parte incluíam a Academia de Letras José de Alencar, a Associação Cristã Feminina, o Centro de Letras do Paraná, o CPFC, o Clube Internacional Soroptimista de Curitiba, o Instituto Histórico, Geográfico e Etnográfico Paranaense, o Pen Clube do Paraná, a Sala do Poeta do Paraná e a União Brasileira de Trovadores (Secção do Paraná).

## Espiritismo
Nair Cravo era oradora e médium psicofônica, divulgando o espiritismo por meio de palestras em vários Estados do Brasil, bem como em países da África, no Chile, no Paraguai e em Portugal.

## Fortuna crítica
COUTINHO, Afrânio; SOUSA, José Galante de. Enciclopédia de literatura brasileira. v. 2. Rio de Janeiro: Fundação Biblioteca Nacional; Academia Brasileira de Letras, 2001.